# Telegram-канал
Telegram-канал — приложение  мессенджера Telegram, позволяющее доставлять информацию подписчикам. Телеграм-каналы появились в сентябре 2015 года.
В результате блокировки Instagram и Facebook в России в 2022 году Telegram-каналы получили массовый приток аудитории и стали фактически основным средством получения оперативной информации. Согласно исследованию TGStat, общее количество подписчиков русскоязычных Telegram-каналов выросло с 1 миллиарда до 2 миллиардов в 2022 году.
24 июня 2023 года, в день мятежа ЧВК «Вагнер», в России количество просмотров постов в русскоязычных каналах возросло в 5 раз и составило 11 миллиардов просмотров.

## Принцип работы
Telegram-каналы работают по подписной модели и представляют собой новостную ленту с элементами блога. Пользователь подписывается на канал, чтобы регулярно получать информацию. Сообщение, отправляемое в канал, приходит подписчикам не от имени автора, а от имени канала. Администрировать канал могут несколько человек, в том числе и анонимно.

## Типы каналов
Публичные каналы имеют постоянное имя и адрес и могут быть найдены через глобальный поиск внутри Telegram.
Приватные каналы нельзя найти с помощью поиска, доступ к каналу осуществляется по генерируемой ссылке, которая может быть изменена или скрыта в целях приватности.

## Использование

### Блоги
Telegram-каналы стали новой формой блогов, более персонализированной за счёт способа доставки постов — пользователю не нужно заходить и листать ленту, он получает пост как сообщение. Анонимные или авторские блоги в Телеграм являются серьёзными инструментами влияния на общественно-политическую повестку, а размещение рекламы и оплаченного контента часто дороже, чем в традиционных СМИ.

### СМИ
Также Telegram-каналы часто используются редакциями СМИ как отдельный канал доставки контента своим подписчикам. Такие медиа как Mash или Baza изначально были Telegram-каналами, а только потом стали полноценными медиаресурсами с сайтом и представительством в других социальных сетях.
В 2019 году в Санкт-Петербурге суд признал Telegram-канал «Мы можем.ru» за СМИ. По словам автора канала, это первый прецедент, когда судебный орган возложил ответственность за публикацию контента в канале аналогично ответственности публикации в СМИ.
Согласно рейтингу «Медиалогии» самых популярных Telegram-каналов в России, 2 из топ-10 являются онлайн-СМИ.

## Реклама
В ноябре 2021 года Telegram запустил официальную рекламную платформу, после чего в каналах появились первые рекламные сообщения. По условиям, анонсированным Павлом Дуровым, рекламу можно запустить только с бюджетом от 1 млн евро и столько же забронировать на счету в качестве депозита, однако первыми рекламодателями стали небольшие каналы о криптовалютах, продаже одежды и онлайн-образовании. Впоследствии функционал платформы стал доступен и более широкому кругу рекламодателей.
Рынок рекламы в Telegram в 2021 году оценивался в 20 миллиардов рублей и состоял из «нативных» размещений, осуществляемых напрямую через администраторов каналов.
Согласно исследованию РБК, стоимость размещения рекламного нативного поста в наиболее известных Telegram-каналах составляла от 70 тысяч рублей до 389,5 тысяч рублей за один пост. На момент проведения исследования в список наиболее дорогих каналов входили Mash, Varlamov News, Meduza, ЖЮ и другие.